# NGC 7091
NGC 7091 (другие обозначения — IC 5114, PGC 66972, MCG -6-47-7, ESO 403-8) — спиральная галактика с перемычкой (SBd) в созвездии Журавль.
Этот объект входит в число перечисленных в оригинальной редакции «Нового общего каталога».